# Paisley (Escócia)
Paisley (em gaélico escocês:  Pàislig) é uma cidade no condado histórico e centro administrativo da área de concelho de Renfrewshire, no oeste do Vale Midland, na Escócia. A cidade está situada no extremo norte de Braes Gleniffer, abrangendo as margens do River Cart, afluente do rio Clyde.
A cidade, um antigo burgo, faz parte de uma área urbana contígua com Glasgow, Glasgow City Centre estando à 11,1 quilômetros a leste. A cidade ganhou destaque com o estabelecimento de Paisley Abbey, no século XII, um importante centro religioso na Escócia medieval, que anteriormente tinha o controle sobre as outras igrejas na área local.
Por volta do século XIX, Paisley tinha se estabelecido como um centro da indústria de tecelagem, com o Xaile. Associações da cidade com o radicalismo político foram destacadas por seu envolvimento na Guerra Radical de 1820, com tecelões marcantes sendo fundamentais nos protestos. A partir de 1993, todos os moinhos de Paisley tinha se fechado, embora sejam decorações em museus da cidade e da história cívica.

## Etimologia
Anteriormente e variadamente conhecida como Paislay, Passelet, Passeleth, e Passelay o nome do burgo é de origem incerta, algumas fontes sugerem uma derivação a partir da palavra Brythonic, pasgill, "pasto", ou, mais provavelmente, passeleg, "basilica", (ou seja, da igreja principal), que é derivado do grego βασιλική basilika.

## Personalidades
- Gerard Butler, actor
- Gerry Rafferty, cantor
- James Peace, compositor